# Hellmut Kretzschmar
Pour les articles homonymes, voir Kretzschmar.
Robert Walter Hellmut Kretzschmar (né le 12 juillet 1893 à Stolpen et mort le 2 décembre 1965 à Dresde) est un archiviste et historien allemand.

## Biographie
En tant que fils d'un secrétaire du tribunal d'instance de Stolpen, Kretzschmar étudie à l'école primaire locale de 1900 à 1904 et au lycée royal de Dresde-Neustadt (de) de 1904 à 1913. Kretzschmar étudie ensuite l'histoire, l'allemand, la géographie et la philosophie aux universités de Fribourg-en-Brisgau et de Leipzig. Après avoir été appelé au service militaire en tant que Landsturmmann dans une troupe d'aviation de 1916 à 1918, il poursuit ses études à l'Université Frédéric-Guillaume de Berlin et les termine en septembre 1919 par un doctorat avec la thèse "Die Beziehungen zwischen Brandenburg und den wettinischen Landen 1464–1486". L'année suivante, il réussit l'examen d'État pour les postes d'enseignement supérieur en histoire, allemand, latin et philosophie à l'Université de Berlin.
En octobre 1920, Kretzschmar commence une formation de stagiaire en archivistique aux Archives secrètes d'État de Berlin-Dahlem (de), qu'il termine en mars 1922 avec l'examen d'État des archives pour devenir évaluateur d'archives. Après l'examen d'État, il s'installe aux Archives d'État de Magdebourg, où il est nommé conseiller des archives d'État en 1927. En 1928, il se rend en Saxe aux archives principales d'État de Dresde, son dernier lieu de travail. Il y est promu Oberstaatsarchivrat en 1936 et directeur des archives en 1937. En 1958, il prend sa retraite.
À partir de 1942, Kretzschmar est également professeur honoraire d'histoire régionale moderne et à partir de 1949 de sciences auxiliaires historiques à l'Université de Leipzig.
De 1936 à 1945, Kretzschmar est président de l'Association des antiquités saxonnes et de 1957 à 1962 de la Commission historique de l'Académie des sciences de Saxe. De 1937 à 1942, il est rédacteur en chef des Neues Archiv für sächsische Geschichte (de).
En tant que membre de longue date de la Commission historique de l'État de Saxe (1934-1950) et son directeur adjoint (1950-1957), l'Académie des sciences de Saxe l'a élu le 17 novembre 1956 en tant que membre à part entière de la classe philologique et historique de la SAW à Leipzig.
À partir de 1956, Kretzschmar est président de la commission d'histoire régionale de l'Académie allemande des sciences de Berlin et coéditeur de la série "Forschungen zur mittelalterlichen Geschichte".

## Travaux
Hellmut Kretzschmar laisse de nombreuses publications sur l'histoire de l'État et des archives saxonnes, par exemple.:
- Geschichtliche Nachrichten von dem Geschlecht von Alvensleben seit 1800. Burg b. M. 1930. DNB 99928939X
- Methodische Gegenwartsfragen der Landesgeschichtsforschung. In: Blätter für deutsche Landesgeschichte (BDLG) 88, 1951, S. 28–40.
- Reichsgeschichte und Landesgeschichte in der Neuzeit. In: Blätter für deutsche Landesgeschichte (BDLG) 90, 1953, S. 1–16.